# Östra tjärnet
Östra tjärnet är en sjö i Falkenbergs kommun i Halland och ingår i Ätrans huvudavrinningsområde. Sjöns area är 0,029 kvadratkilometer och den befinner sig 145 meter över havet.